# Coenosia nova
Coenosia nova este o specie de muște din genul Coenosia, familia Muscidae. A fost descrisă pentru prima dată de Stein în anul 1906.
Este endemică în Madagascar. Conform Catalogue of Life specia Coenosia nova nu are subspecii cunoscute.